# McDonnell Douglas CF-18 Hornet
McDonnell Douglas CF-18 Hornet — багатоцільовий винищувач Королівських військово-повітряних сил Канади, розроблений на базі американського винищувача-бомбардувальника F/A-18 Hornet. Вироблявся компанією McDonnell Douglas в 1982-88 роках, всього випущено 138 літаків. Єдиний оператор — Канада, яка обрала CF-18 у 1980 році в рамках програми New Fighter Aircraft. Під час експлуатації неодноразово брав участь у бойових операціях: війна в Перській затоці, бомбардування Югославії та міжнародна військова операція в Лівії.

## Історія створення
У 1977 році канадський уряд вирішив замінити всі свої винищувачі (CF-104 Starfighter і CF-101 Voodoo) та винищувачі-бомбардувальники (CF-116 Freedom Fighter). Для цього передбачалося закупити від 130 до 150 нових літаків на загальну суму C$2.4 млрд. З метою обрати найбільш оптимальний варіант був проведений конкурс New Fighter Aircraft (Новий винищувач). В ньому взяли участь сім претендентів: Grumman F-14 Tomcat, McDonnell Douglas F-15 Eagle, Panavia Tornado, Dassault Mirage F1 (пізніше замінений на Mirage 2000), General Dynamics F-16 Fighting Falcon та дві версії F/A-18 (базова, яка випускалася компанією McDonnell Douglas та F-18L, яку пропонував Northrop). При цьому канадці неодноразово заявляли, що віддають перевагу готовому проекту, який не потребуватиме значної кількості доробок. Ще однією важливою умовою конкурсу було залучення канадських підприємств до виробництва літака.
До 1978 року в конкурсі залишилися тільки три претенденти: F-16 та обидва варіанти F/A-18. Компанія Dassault самостійно знялася з участі, у той час як F-14, F-15 і Tornado були відкинуті через високу вартість. Канадські військово-повітряні сили надавали перевагу літаку з двома двигунами, тому найбільше шансів на перемогу мали компанії Northrop та McDonnell Douglas. F-18L мав одну істотну перевагу над своїм конкурентом — він був простіший в обслуговуванні та дешевший в експлуатації. Крім того, Northrop запропонував кращу офсетну угоду. Але проект F-18L на той момент ще не вийшов за рамки креслень та макетів, тоді як літак McDonnell Douglas вже активно проходив завершальні випробування.
В 1979 році в конкурсі відбувся неочікуваний поворот — Канада розпочала переговори про можливість придбання іранських F-14 Tomcat. Літаки були нові, але через відсутність запчастин майже не літали, тому канадці сподівалися придбати їх за зниженою ціною. Але переговори були перервані в 1980-у, коли стало відомо про участь канадської розвідки в порятунку американських дипломатів.
Конкурс завершився в 1980 році, а його переможцем став винищувач-бомбардувальник F/A-18 Hornet виробництва McDonnell Douglas. Він був вибраний через наявність двох двигунів, ефективний радар та нижчу, у порівнянні з F-14 та F-15, ціну. Також вибору F/A-18 посприяв той факт, що літак мав великий пакет замовлень від американських ВМС. Після незначних доробок він був прийнятий на озброєння канадських ВПС під назвою CF-188. Але подібна назва вживається тільки в офіційних військових документах, зазвичай використовують заводське позначення — CF-18 Hornet. Всього з 1982 по 88 роки Канада придбала 138 літаків: 98 одномісних CF-18А та 40 двомісних CF-18В. Також існував опціон на 20 додаткових літаків, але він так і не був реалізований. Вартість закупки CF-18 значно перевищила початковий бюджет і склала $4 млрд, або $8,9 млрд в цінах 2011 року.

## Відмінності проекту
Хоча CF-18 майже ідентичний базовій версії F/A-18, але має деякі відмінності, зумовлені вимогами канадських військово-повітряних сил. Найбільш видима відмінність — нічне розпізнавальне освітлення. Прожектор із силою світла 0,6 Mcd установлений на гарматному люкові з лівого борту. В нижній частині фюзеляжу нанесене зображення кабіни. Вважається, що таке зображення під час ближнього повітряного бою може на короткий час ввести в оману пілота ворожого винищувача.
F/A-18 спочатку створювався як палубний літак, тому пристосування для експлуатації з авіаносців у наземній версії літака відсутні. Але CF-18 став виключенням із правил: він має посадковий гальмівний гак, посилене шасі та складні крила. Це зумовлено тим, що канадським «Шершням» доводиться діяти з аеродромів розміщених в полярних районах, які мають невелику площу, а їх злітно-посадкова смуга нерідко вкрита льодом.

## Модернізація
Під час війни в Перській затоці та бомбардувань Югославії виявилося, що ряд бортових систем CF-18 морально застаріли та є несумісними з новими стандартами НАТО. Через це у 2001 році була запущена програма поглибленої модернізації літака. Вона дістала назву Incremental Modernization Project (IMP) і була розрахована на вісім років, для зручності її розділили на два етапи. В ході модернізації планували розширити можливості CF-18 по знищенню повітряних і наземних цілей, встановити нові датчики, збільшити ефективність систем радіо-електронної протидії та встановити нові засоби зв'язку і передачі даних. Після завершення модернізації ефективність CF-18 мала наблизиться до рівня F/A-18C/D. Підрядником виступала компанія Boeing, якій з 1997 року перейшли всі права на F/A-18. Роботи по програмі розпочалися в 2002 році, всього планували модернізувати 80 літаків (62 CF-18А та 18 CF-18В) із загальної кількості 119, які на той момент перебували на озброєнні.
Перший етап модернізації:
- Заміна БРЛС AN/APG-65[en] на новішу AN/APG-73[en], яка має в три рази вищу швидкість обробки даних та втричі більший об'єм пам'яті. Новий радар може працювати в режимі слідування рельєфу місцевості та має систему уникнення зіткнення із землею. Це дозволяє літаку здійснювати політ на надмалій висоті в нічний час та в складних метеоумовах. Крім того установка AN/APG-73 дозволила канадським «Шершням» застосовувати ракети «повітря-повітря» середньої дальності AIM-120 AMRAAM.

- Встановлення нової системи радіолокаційного розпізнавання AN/APX-111 виробництва BAE Systems. Ця система повністю відповідає стандартам НАТО для ідентифікації союзної авіації у бойових умовах.

- Установка нової УКХ/ДМХ радіостанції AN/ARC-210 RT-1556/ARC[en], яка має кращий захист від перешкод та можливість здійснювати зв'язок за межею видимості.

- Заміна бортового комп'ютера на новий AN/AYK-14 XN-8 з ширшими можливостями та більшим об'ємом пам'яті.

- Інтеграція нової системи управління озброєнням AN/AYQ-9 виробництва Smiths Aerospace[en], яка дозволяє CF-18 застосовувати широкий спектр високоточної зброї, у тому числі й бомби класу JDAM.

- Покращення навігації шляхом установки приймача GPS/INS.

Крім того на CF-18 було проведено ряд модернізацій, які не входили в програму IMP:
- Встановлення інфрачервоної системи відслідковування цілей Sniper XR[en].

- Модернізація приборної панелі шляхом установки рідкокристалічних дисплеїв виробництва Litton Systems Canada[en].[9]

- Нова система нічного бачення.

- Придбання нових льотних тренажерів для підготовки екіпажів CF-18.

Перший літак, що пройшов модернізацію в рамках першої фази IMP був переданий канадським ВПС у травні 2003 року, модернізація усіх CF-18 завершилася 31 серпня 2006-го.
Другий етап модернізації:
- Установка системи передачі даних Link 16, яка допомагає покращити взаємодію з військами НАТО.

- Інтеграція нашоломної системи вказування цілі[en] (JHMCS).

- Встановлення бортового самописця.

- Модернізація системи радіоелектронної протидії.

Модернізації, які не включені в програму ІРМ:
- Заміна центрального фюзеляжного баку (виконана тільки на 40 літаках).

- Встановлення інтегрованої станція постановки радіоелектронних перешкод.

20 серпня 2007 року канадці отримали перший CF-18, який пройшов модернізацію в рамкам ІІ фази програми ІМР. Останній модернізований літак був переданий замовнику у березні 2010-го. Всього модернізацію пройшли 79 CF-18, які отримали позначення CF-18АМ/ВМ. Загальна вартість програми ІРМ склала C$2,6 млрд. Модернізовані літаки будуть експлуатуватися канадськими військово-повітряними силами до 2020 року.

## Історія експлуатації

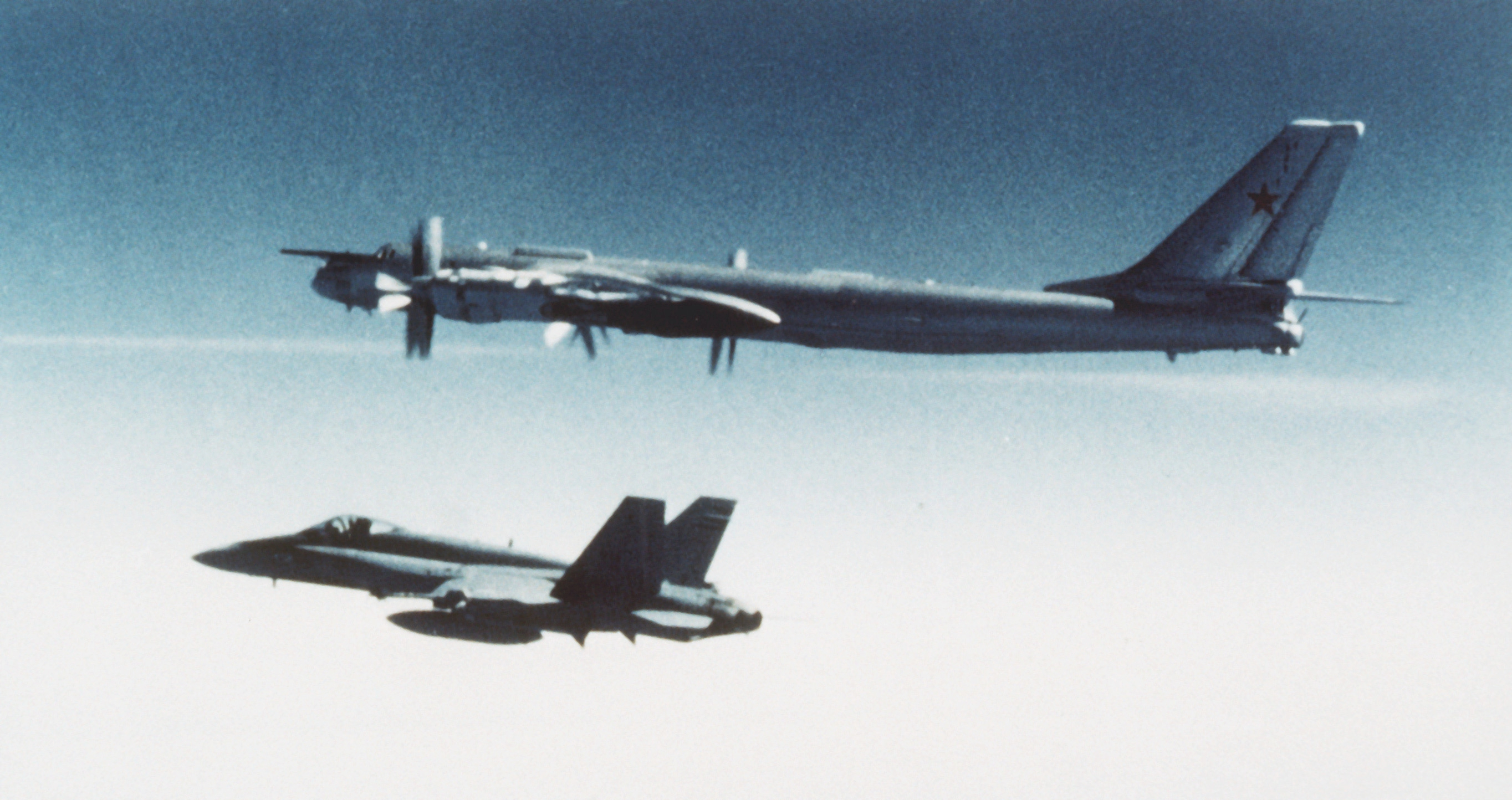
CF-18 супроводжує радянський стратегічний бомбардувальник Ту-95 (1 січня 1987 р.)

25 жовтня 1982 року перші два CF-18 офіційно поступили на озброєння 410-ї ескадрильї, дислокованій на військовій базі Cold Lake (провінція Альберта). Загалом нові літаки отримали 8 ескадрилей (одна із них навчально-тренувальна). Поставки CF-18 завершилися в 1988-у. В перші роки експлуатації канадські «Шершні» зіткнулися з проблемами технічного характеру, що затягувало досягнення ними оперативної готовності. Але коли проблеми вдалося усунути, CF-18 став основним бойовим літаком канадських військово-повітряних сил.
Уперше CF-18 взяли участь у бойових діях під час операції «Буря в пустелі» в січні-лютому 1991 року. Дві ескадрильї CF-18 (всього 26 літаків) були перекинуті на Близький Схід ще у серпні 1990-го, після прибуття їх розмістили на аеродромі в катарській столиці Доха. До початку війни CF-18 брали участь у військових навчаннях та патрулювали північно-західні райони Перської затоки. Бойові дії розпочалися 17 січня 1991 року з масованих авіабомбових ударів по Іраку та його військам на території Кувейту. Під час цього етапу операції, який тривав 6 тижнів, CF-18 прикривали ударні літаки союзників від атак іракських винищувачів. Але «Шершням» так ні разу і не довелося вступити в повітряний бій з противником. Під час наземної фази операції вони зробили 56 бомбардувальних вильотів, застосовуючи, переважно, 500-фунтові (227 кілограмові) некеровані авіабомби. Основними цілями для авіаударів слугували іракська артилерія та склади постачання. Підсумовуючи участь CF-18 у війні, слід відзначити малу кількість вильотів на бомбардування (56 із 2756) та неспроможність застосовувати високоточну зброю. Але тим не менш, «Буря в пустелі» стала першим випадком з часів Корейської війни, коли канадська авіація узяла участь у бойових діях.

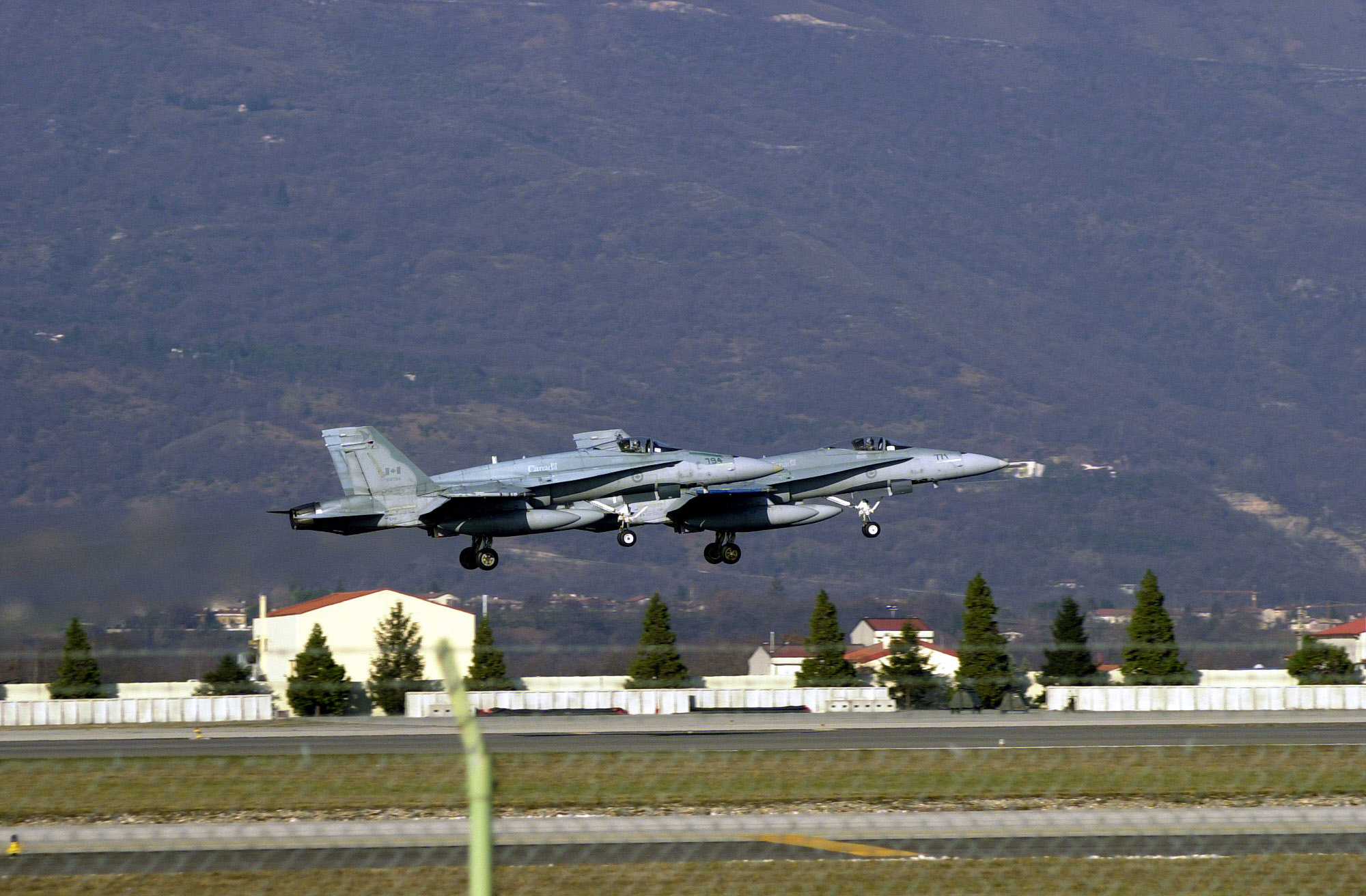
CF-18 Hornet покидають італійську авіабазу Авіано після завершення операції «Союзна сила»

Під час своєї служби CF-18 двічі з'являлися в балканському небі. Перший раз у серпні-листопаді 1997 року, коли їх розгорнули для підтримки міжнародних миротворчих сил в Боснії та Герцеговині. Другий раз під час бомбардування Югославії силами НАТО в 1999-у. Для участі в цій операції Канада направила 18 CF-18 Hornet із 425-ї та 441-ї винищувальних ескадрилей, які були розміщені на італійській авіабазі Авіано. Під час війни, яка тривала з 24 березня по 10 червня вони здійснили 684 бойових вильоти загальною тривалістю 2577 годин. Близько 80% із них — вильоти на бомбардування наземних цілей. Авіаудари наносилися переважно по зенітно-ракетним комплексам, аеродромах, мостам та складах паливо-мастильних матеріалів. За час операції «Союзна сила» CF-18 застосували 568 бомб та ракет, із них 397 (70%) — це високоточні боєприпаси. В цілому CF-18 зробили вагомий внесок у перемогу: вони здійснили десяту частину всіх бомбардувальних вильотів, хоча становили менше 2% союзної авіації.
CF-18 є одним із ключових елементів канадського сектору НОРАД. Тільки з 2001 по 2010 роки канадські «Шершні» близько трьох тисяч разів вилітали на перехоплення підозрілих об'єктів. CF-18 забезпечували безпеку повітряного простору під час 28-го саміту Великої вісімки, який відбувався в окрузі Кейнанаскіс 26-27 червня 2002-го. А у листопаді 2007-го вони були терміново перекинуті в Аляску для забезпечення протиповітряної оборони штату, через двотижневу заборону на польоти американських винищувачів F-15.
У 2011 році CF-18 узяли участь у встановленні безпольотної зони над Лівією. Для участі в цій операції канадське командування виділило 6 «Шершнів». Крім того ще 6 CF-18 знаходилися в стані постійної боєготовності і в будь-який момент могли бути залучені до операції, якщо виникне така необхідність. Протягом всієї війни канадська авіація діяла з території Сицилії. Бойові вильоти розпочалися 21 березня, перші два дні CF-18 займалися повітряним патрулюванням. До 22 березня лівійська система протиповітряної оборони була знищена і союзна авіація перейшла на удари по наземним силам Каддафі. Протягом наступних семи місяців канадські «Шершні» завдавали авіаудари по бронетехніці, артилерії, складам постачання та ракетним установкам противника. Також вони залучалися до вогневої підтримки повстанців, знищуючи цілі по їх запиту. Всього під час операції CF-18 виконали десяту частину всіх бомбардувальних вильотів та скинули майже 700 авіабомб. Військова кампанія завершилася 30 жовтня 2011 року, а вже 4 листопада всі канадські літаки повернулася на свої бази.

## Заміна
У 2020 році CF-18 мають бути зняті з озброєння, а для їх заміни канадський уряд планує придбати 65 нових літаків. Серед варіантів розглядаються багатоцільові винищувачі Lockheed Martin F-35 Lightning II, Eurofighter Typhoon, Saab JAS 39 Gripen і Boeing F/A-18E/F Super Hornet. Довгий час перевага віддавалася американському винищувачу п'ятого покоління F-35. Ще в 1997 році Канада приєдналася до програми розробки F-35, отримавши третій рівень партнерства. Хоча основною причиною такого кроку, на думку експертів, було бажання отримати великі замовлення для канадської авіаційної промисловості під час серійного виробництва літака. Але компанія Lockheed Martin погоджувалася надати великий пакет замовлень канадським виробникам тільки за умови, що Канада сама придбає F-35.
16 липня 2010 року канадський уряд уперше офіційно заявив про наміри придбати 65 винищувачів F-35 загальною вартістю $9 млрд. При цьому міністр оборони Пітер Маккей так охарактеризував F-35: «Це найкращий літак, що ми можемо дати нашим військовим». Таке рішення викликало хвилю критики зі сторони політичних опонентів та частини ЗМІ.
Перші літаки мали поступити на озброєння в 2016 році, а досягнути експлуатаційної готовності — 2018-у. Але розробка F-35 затягнулася, а його вартість значно зросла. Через це в грудні 2012 року канадський уряд почав розглядати можливість придбання іншого винищувача. Уже 25 січня 2013-го Канада відправила відповідні запити виробникам. У відповідь компанія Lockheed Martin заявила, що канадська авіаційна промисловість втратить замовлення на суму $10,5 млрд, якщо її уряд не придбає F-35. На думку фахівців Канада остаточно вибере новий літак тільки після чергових парламентських виборів, які мають пройти у жовтні 2015 року.

## Варіанти
- CF-18A: одномісний багатоцільовий винищувач. Канадське позначення — CF-188A.
- CF-18B: двомісна навчально-бойова версія літака. Канадське позначення — CF-188В.

## На озброєнні
Канада
Королівські військово-повітряні сили Канади — 103 CF-18 (72 CF-18A і 31 CF-18В), але тільки 77 із них експлуатуються, а інші літаки перебувають на складах зберігання.
- 3-е авіаційне крило Bagotville[en] (провінція Квебек)
  - 425-а тактична винищувальна ескадрилья  Alouette[en]
- 4-е авіаційне крило Cold Lake[en] (провінція Альберта)
  - 409-а тактична винищувальна ескадрилья Nighthawks[en]
  - 410-а тактична винищувальна (тренувальна) ескадрилья Cougars[en]
  - Авіакосмічний технічний випробувальний центр

Для забезпечення протиповітряної оборони Канади, частина CF-18 на ротаційній основі розміщуються в різних куточках країни. Це — військові бази Comox (Британська Колумбія), Gander (Ньюфаундленд і Лабрадор), Greenwood (Нова Шотландія), Trenton (Онтаріо) і аеродроми в полярних районах Канади.

## Нещасні випадки
Всього під час експлуатації канадські військово-повітряні сили втратили 18 CF-18 Hornet. Хоча канадські «Шершні» тричі брали участь у військових діях, вони не понесли жодної бойової втрати.
Найвідоміші інциденти:
12 квітня 1984 року під час тренувального польоту біля військової бази Cold Lake розбився перший CF-18A (с/н 188715, 410-а ескадрилья). Пілот літака загинув.
4 травня 1987 року під час випробувального прольоту розбився перший CF-18B (с/н 188919, 1 канадська авіаційна дивізія). Аварія трапилася біля німецького міста Ренхен, обом пілотам вдалося успішно катапультуватися.
4 квітня 1990 року CF-18A (с/н 188792, 416-а ескадрилья) розбився зачепивши верхівки дерев під час польоту на наднизькій висоті, пілот загинув. Нещасний випадок трапився на кордоні провінцій Альберта і Саскачеван. Політ відбувався в рамках програми випробування нової зброї.
15 серпня 1996 року CF-18A (с/н 188768, 3-е авіакрило Bagotville) розбився під час зльоту з аеродрому в місті Ікалуїт, Північно-західні території. Пілоту вдалося успішно катапультуватися.
19 червня 2004 року CF-18A (с/н 188761, 410-а ескадрилья) отримав пошкодження під час невдалого зльоту з аеропорту Єлоунайф, Північно-західні території. Під час катапультування пілот отримав поранення, які не мали загрози для життя.
17 листопада 2010 року CF-18АМ (409-а ескадрилья) розбився під час нічного тренувального польоту біля військової бази Cold Lake. Пілот успішно катапультувався, але отримав травми під час приземлення.

## Тактико-технічні характеристики
Джерело даних: CF-18 Hornet, CF-188 Hornet (Fighter Aircraft)

### Загальні характеристики
- Екіпаж: 1 (CF-18A) або 2 (CF-18B)
- Довжина: 17,07 м
- Розмах крил: 12,31 м
- Висота: 4,66 м
- Площа крила: 37,16 м²
- Профіль крила: корінь — NACA 65A005, кромка — 65A003.5
- Вага пустого: 10455 кг
- Нормальна злітна вага: 16850 кг
- Максимальна злітна вага: 23400 кг
- Силова установка: 2 × ТРДД General Electric F404-GE-400 з максимальною тягою на форсажі 79,2 кН (8080 кгс) кожен

### Льотні характеристики
- Максимальна швидкість: 1,8 Маха (1814 км/год) на висоті 11,000 м
- Радіус дії:
  - В режимі винищувача: 740 км
  - Під час виконання ударних місій: 1065 км
  - При польоті по профілю мала — велика — мала висота: 537 км
- Перегоночна дальність: 3330 км (без зовнішніх підвісок)
- Висота польоту: 15000 м
- Швидкопідйомність: 254 м/с
- Тягооснащеність: 0,89

### Озброєння
- Точок підвіски: 9 (1 під фюзеляжем та по 4 під кожним крилом)
- Бойове навантаження: 6215 кг
- Гарматне озброєння: 1 × 20-мм автоматична гармата M61A1 Vulcan з перемінною скорострільністю 4000 або 6000 пострілів за хвилину і запасом 578 снарядів
- Ракетне озброєння:
  - Ракети «повітря-повітря»: AIM-9 Sidewinder, AIM-120 AMRAAM, AIM-7 Sparrow
  - Ракети «повітря-земля»: AGM-65 Maverick, CRV7
- Авіабомби:
  - Некеровані: Mk 82, Mk 83, Mk 84
  - Високоточні: GBU-10 Paveway II, GBU-12 Paveway II, GBU-16 Paveway II, GBU-24 Paveway III

### Авіоніка
- Бортова радіолокаційна станція Raytheon AN/APG-73
- Інфрачервона система відстежування цілей та наведення Lockheed Martin Sniper XR
- Система радіолокаційного розпізнавання BAE Systems AN/APX-111
- УКХ/ДМХ радіо Rockwell Collins AN/ARC-210 RT-1556/ARC
- Система передачі даних Link 16
- Система управління озброєнням Smiths Aerospace AN/AYQ-9

## Фотогалерея
|                           |                            |                        |
| CF-18А готуються до злету | CF-18В заходить на посадку | CF-18В під час польоту |

|                                     |                             |                                           |
| CF-18А під час дозаправки в повітрі | Пара CF-18А під час польоту | CF-18А скидає бомбу з лазерним наведенням |